# تاتئویک گریگوریان
تاتئویک هراچی گریگوریان (ارمنی: Տաթևիկ Հրաչի Գրիգորյան؛ انگلیسی: Tatevik Grigoryan؛ زادهٔ ۱۹۸۷) یک حقوق‌دان، وکیل و سیاستمدار اهل ارمنستان است .

## زندگی‌نامه
در ۱۹۸۷ در ایروان به دنیا آمد و از آکادمی دادگستری ارمنستان فارغ‌التحصیل شد. 

## یادداشت
1. ↑  Աջափնյակ և Դավթաշեն վարչական շրջանների ընդհանուր իրավասության դատարանի դատավոր
2. ↑  Հրաչ Գրիգորյան